# Un bon bock
Un bon bock va ser un curtmetratge francès d'animació de 1892, dirigit per Émile Reynaud. Consistia en una seqüència de 700 imatges individuals pintades a mà i tenia una duració aproximada de quinze minuts. Va ser un dels primers films animats i el primer a ser mostrat en el praxinoscopi de Reynaud.
Juntament amb les obres Le clown et ses chiens i Pauvre Pierrot! (les dues d'Émile Reynaud), es va exhibir per primer cop el 28 d'octubre de 1892, quan Reynaud va inaugurar el seu propi teatre optic al Museu Grévin. La projecció en conjunt d'aquestes tres pel·lícules del francès va ser coneguda amb el nom de Pantomimes Lumineuses, i va tenir un gran èxit. Aquestes van ser les primeres obres animades exhibides públicament per mitjà d'imatges en bandes. Reynaud en persona va ser l'encarregat de manipular les pel·lícules durant tota la presentació.
Un bon bock és considerat un film perdut. No existeixen còpies d'aquest, després que Reynaud destruís la pel·lícula original llançant-la a les aigües del riu Sena decisió presa mentre estava sumit en una profunda depressió.